# Berardo di Castagna
Berardo di Castagna, o di Castacca (XII secolo – Palermo, 8 settembre 1252), è stato un arcivescovo cattolico e politico italiano, di età normanno-sveva, amico intimo e fedele di Federico II di Svevia. Al re svevo rimase fedele tutta la vita: fu lui, secondo quanto riporta la cronaca di Matteo Paris, a offrire i conforti religiosi, in punto di morte, all'imperatore del Sacro Romano Impero. Berardo, insieme a Ermanno di Salza, fu il consigliere più prossimo e fidato del sovrano: i due svolsero un'importante e ininterrotta opera di mediazione diplomatica per facilitare la distensione dei difficili rapporti tra Federico II e la Sede Apostolica.

## Biografia

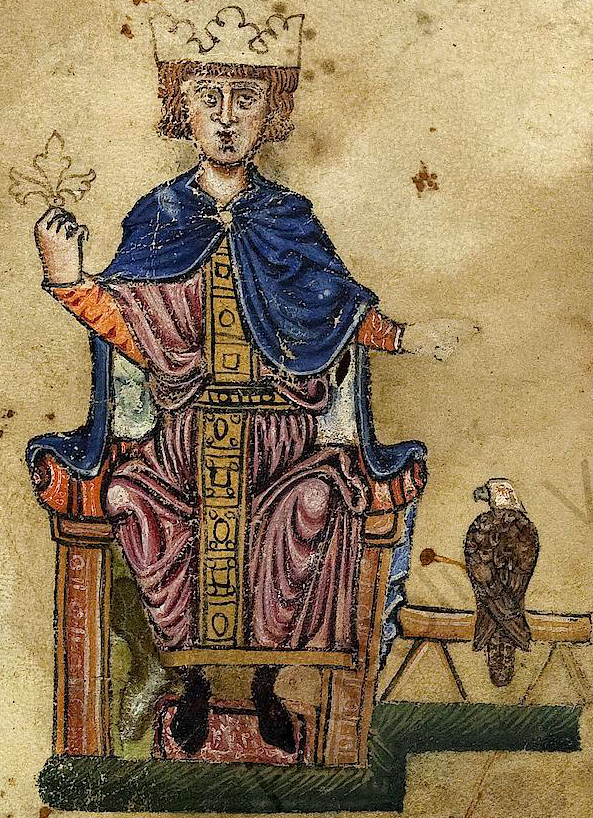
Federico II, da un manoscritto vaticano del De arte venandi cum avibus

### Nome e origini
Varie sono le tradizioni archivistiche e cronachistiche in cui è tramanda il suo cognome, accolto dagli studiosi in diverse forme: de Costaca (Ferdinando Ughelli), de Castaca (secondo Rocco Pirri), de Costa (Francesco Lombardi e Konrad Eubel) e de Castanea, secondo l'esegesi di alcuni documenti investigati da Norbert Kamp nel 1975.
Di nobili origini familiari, abruzzesi e filo-imperiali,  Berardo giunse in contatto con gli ambienti della corte del Regno di Sicilia come esponente al seguito di Gualtiero di Pagliara, che presso la corte sveva di Enrico VI di Hohenstaufen era cancelliere capo almeno dal marzo 1195 oltre che, dall'ottobre di quello stesso anno, membro del consiglio dei familiares regis.
Sua nipote Manna intrattenne una relazione con Federico II, da cui, nel 1224-1225, nacque uno dei figli del sovrano, Riccardo di Teate (o Riccardo di Chieti), prematuramente morto nel 1249, che fu vicario generale della Marca anconitana, di Spoleto e vicario (legato) di Romagna

### Cooptazione nella Curia fredericiana
Fu arcivescovo di Bari nel 1207, e quindi, su richiesta di Federico, spostato da Innocenzo III alla cattedra arcivescovile di Palermo nel settembre 1213, una posizione che terrà fino alla morte nel 1252.
Nel 1210 era entrato infatti nella cerchia sveva, servendo quale intimo consigliere del futuro imperatore Federico II di Svevia, mentre andavano declinando il favore e la sfera di influenza di Gualtiero di Pagliara, vescovo di Catania dal 1208. Berardo, insieme a Pier della Vigna e a Ermanno di Salza, fece parte del sodalizio dei familiares, il ristrettissimo novero di amici e fidati consiglieri del re svevo, nel quale rimase in posizione autorevole fino alla morte di Federico. Fu tra i pochissimi uomini di chiesa (l'altro fu il francescano Frate Elia da Cortona, amico di San Francesco) ammesso nella Magna Curia, e a essergli sinceramente fedeli.

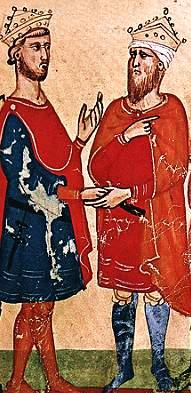
L'incontro tra Federico e al-Kāmil durante la sesta crociata

Al sovrano svevo Berardo rimase vicino in tutte le fasi della vita, adoperandosi in una «sottile e incessante attività diplomatica»,  dando prova di una fedeltà che rimarrà intatta fino alla morte, incurante perfino delle scomuniche che andarono colpendo Federico, e delle ripercussioni che esse comportavano sulla sua persona e sulla sua figura ecclesiastica, che incorrerà nella sospensione a divinis.

### Spedizioni e missioni in Germania
Nel 1212, ad esempio, Berardo accompagnò nella sua spedizione in Germania l'appena diciassettenne Federico, aspirante al trono dei Romani e fu sempre lui che, proprio in quel frangente, giocò la mossa di rivelare la scomunica comminata ad Ottone IV, che facilitò le pretese ereditarie sul ducato di Svevia, rivendicate dal giovane Federico.
Nel 1216 fu di nuovo in missione in Germania, ad accompagnare Costanza d'Aragona, moglie di Federico, e il figlio Enrico VII. Ritornato in Italia, ricoprì anche per qualche tempo, dal 1217 al 1220, la carica di governatore («balio generale») del Regno di Sicilia.

### Ruoli diplomatici nella sesta crociata
Nell'estate 1227, in funzione preparatoria della Sesta crociata, Berardo fu inviato in missione diplomatica in Egitto, insieme a Tommaso I d'Aquino, conte di Acerra: recando con sé ricchissimi doni, tra cui pietre preziose e un cavallo sellato d'oro Berardo aveva il delicato compito di saggiare le interessanti prospettive di intesa appena apertesi con il sultano ayyubide, il curdo al-Malik al-Kāmil. L'intesa con il sultano sarà decisiva per assicurare il grande successo alla crociata di Federico, conclusasi poi con grandi acquisizioni, ma per via pacifica e su un terreno esclusivamente diplomatico, dopo la totale disfatta militare della crociata precedente, dal cui fallimento Federico era rimasto indenne per non esservisi impegnato.

### Agonia di Federico II
Nel foltissimo gruppo che accompagnò Federico alla morte, fu sempre lui, secondo la cronaca di Matteo Paris, che gli impartì i conforti religiosi: incurante dell'ostracismo papale, delle scomuniche cadute anche sul suo capo, Berardo amministrò il sacramento della confessione e accordò l'assoluzione all'imperatore morente, umilmente paludatosi per l'occasione nella semplice veste grigia dei monaci cistercensi.